# Заковряжіно
Заковряжіно (рос. Заковряжино) — село у Сузунському районі Новосибірської області Російської Федерації.
Входить до складу муніципального утворення Заковряжінська сільрада. Населення становить 1208 осіб (2017).

## Історія
Згідно із законом від 2 червня 2004 року органом місцевого самоврядування є Заковряжінська сільрада.

## Населення
| 2002  | 2007  | 2010  | 2012  | 2013  | 2014  | 2015  |
| ----- | ----- | ----- | ----- | ----- | ----- | ----- |
| 1499  | ↗1525 | ↘1296 | ↗1318 | ↘1285 | ↘1275 | ↘1247 |
| 2016  | 2017  |       |       |       |       |       |
| ↘1212 | ↘1208 |       |       |       |       |       |